# Фасула (окръг Лимасол)
Фасу̀ла (на гръцки: Φασούλα) е село в Кипър, окръг Лимасол. Според статистическата служба на Република Кипър през 2001 г. селото има 327 жители.
Намира се на 8 km северно от Лимасол.